# Gündoğmuş
Gündoğmuş é uma cidade e distrito do sul da Turquia, pertencente à província de Antália e situado a aproximadamente 180 km a leste da cidade de Antália.
Até 1936 o que é atualmente o distrito pertencia ao distrito de Akseki. A cidade era então uma aldeia cujo nome era Eksere.

## Descrição
Gündoğmuş encontra-se no sopé da montanha Geyik Dağı, nos Montes Tauro ocidentais. As encostas estão cobertas de florestas e o distrito é atravessado pelo rio Alara. A região tem um clima mediterrânico quente, com os invernos arrefecidos devido à altitude.
Atualmente é uma região rural muito empobrecida, com forte emigração, nomeadamente para a vizinha costa mediterrânica, que tem atraído sucessivas gerações em busca de empregos na indústria turística. A economia local depende principalmente da floresta e dos rendimentos obtidos pelos seus habitantes nos seus empregos sazonais noutras partes da Turquia nas colheitas de algodão e no turismo. Não há quaisquer indústrias e muito pouca agricultura nesta zona íngreme de montanha, embora a criação de gado e a apicultura sejam fontes importantes de rendimento. Há socalcos destinados à agricultura em algumas encostas, mas são usados principalmente para produzir vegetais para consumo próprio, e não para serem comercializados.
Gündoğmuş é uma pequena cidade com uma escola secundária e um colégio interno para crianças das aldeias mais remotas.
A área é habitada desde pelo menos a Antiguidade, tendo o local onde se encontra a cidade sido colonizado por romanos.

## Locais de interesse
Os locais históricos do distrito incluem:
- a cidade de Kazayir, próximo de Taşahır, na estrada principal para Antália;
- ruínas de Kese, junto da aldeia de Senir;
- ruínas de Gedfi, 11 km a sul de Gündoğmuş;
- ruínas da "Montanha Sinek", 15 km a leste de Gündoğmuş, cerca da aldeia de Pembelik.

A cidade de Gündoğmuş tem uma mesquita otomana dedicada ao "sultão" Cem, um princípe otomano que foi governador da área.
Além dos locais históricos, a área tem inúmeros locais propícios à escalada, caminhada e piqueniques nas florestas.